# El Pueyo (El Frasno)
El Pueyo fue un pueblo del término municipal de El Frasno, en la comarca de la Comunidad de Calatayud de  la provincia de Zaragoza. Se despobló en el siglo XV.

## Toponimia
Se escribe con artículo en el "Libro Chantre" en el epígrafe El Pueyo y la continuación.

Item como el dito sennyor vispe ha una procuration en las ditas yglesias de Fraxno et del Pueyo.

En los textos hospitalarios de La Almunia de Doña Godina también se refieren a esta localidad en artículo (pueblo del Pueyo).
- Datos: Q20614296